# Kinzig-Donau-Projekt
Das Kinzig-Donau-Projekt sollte die Flüsse Kinzig und Donau über einen Kanal miteinander verbinden. Es wurde im Rahmen südwestdeutscher Verkehrs- und Gewerbepolitik zwischen 1826 und 1836 auch in Baden verfolgt. Wie die anderen süddeutschen Territorien innerhalb des Deutschen Bundes versuchte das Großherzogtum, durch künstliche Wasserstraßen und Kanalbauten die Industrialisierung zu fördern. Ausgangspunkt war das Bemühen miteinander konkurrierender französischer Unternehmer um eine Konzession für einen Kanalbau durch den Schwarzwald. Die badischen, württembergischen, hohenzollerschen und bayerischen Behörden waren mit den Planungen befasst, ohne dass es je zu einer realen Umsetzung des Projekts gekommen wäre. Letztlich scheiterte es an den verschiedenen Interessen der deutschen Staaten, an den Kosten und den Zweifeln an der technischen Ausführbarkeit. Projektiert wurden unter anderem Kanalbauten zwischen der Schiltach und der Brigach (über den Brogen) und zwischen dem Nußbach und der Brigach (über Sommerau; als rein badische Variante).